# عبد العلي بدره اي
عبد العلي بدره اي (ت. 1399 هـ / 1979 م) هو عسكري، من أهل إيران.
كان يشغل منصب آمر الحرس الامبراطوري لشاه إيران. اغتيل يوم 12 شباط لمعارضته تسليم طهران و باقي مدن إيران لمؤيدي الثورة الإسلامية.